# Відкритий чемпіонат Франції з тенісу 1994
Відкритий чемпіонат Франції з тенісу 1994  — тенісний турнір, що проходив на відкритому повітрі на ґрунтових кортах Стад Ролан Гаррос у Парижі з 23 травня по 5 червня 1994 року. Це був 93 Відкритий чемпіонат Франції, другий турнір Великого шолома в календарному році. 

## Огляд подій та досягнень
В одиночному чоловічому розряді Серхі Бругера відстояв свій титул чемпіона в чисто іспанському фіналі. Для нього ця перемога була останньою в турнірах Великого шолома. 
У жінок минулорічна чемпіонка Штеффі Граф програла в півфіналі Марі П'єрс, яка поступилася в фіналі Аранчі Санчес Вікаріо. Для Санчес Вікаріо це був другий одиночний титул Великого шолома та друга перемога в Парижі.

## Результати фінальних матчів

### Дорослі
| Одиночний розряд. Чоловіки      |                                            |                    |
| Серхі Бругера                   | Альберто Берасатегі                        | 6–3, 7–5, 2–6, 6–1 |
|                                 |                                            |                    |
| Одиночний розряд. Жінки         |                                            |                    |
| Аранча Санчес Вікаріо           | Марі П'єрс                                 | 6–4, 6–4           |
|                                 |                                            |                    |
| Парний розряд. Чоловіки         |                                            |                    |
| Байрон Блек Джонатан Старк      | Ян Апелль Йонас Бйоркман                   | 6–4, 7–6           |
|                                 |                                            |                    |
| Парний розряд. Жінки            |                                            |                    |
| Джиджі Фернандес Наташа Звєрєва | Ліндсі Девенпорт Ліза Реймонд              | 6–2, 6–2           |
|                                 |                                            |                    |
| Мікст                           |                                            |                    |
| Крісті Богерт Менно Остінг      | Лариса Савченко-Нейланд Андрій Ольховський | 7–5, 3–6, 7–5      |
|                                 |                                            |                    |

### Юніори
| Одиночний розряд. Хлопці         |                                 |          |
| Якопо Діас                       | Джорджо Галімберті              | 6–3, 7–6 |
|                                  |                                 |          |
| Одиночний розряд. Дівчата        |                                 |          |
| Мартіна Хінгіс                   | Соня Джеясілан                  | 6–3, 6–1 |
|                                  |                                 |          |
| Парний розряд. Хлопці            |                                 |          |
| Густаво Куертен Ніколас Лапентті | Максім Буає Ніколя Ескюде       | 6–2, 6–4 |
|                                  |                                 |          |
| Парний розряд. Дівчата           |                                 |          |
| Мартіна Хінгіс Ганрієта Нагійова | Ленка Ценкова Людміла Ріхтерова | 6–3, 6–2 |
|                                  |                                 |          |